# Салонен, Юха
Юха Салонен (фин. Juha Heikki Salonen, род. 16 октября 1961, Варсинайс-Суоми) — финский дзюдоист, чемпион и призёр чемпионатов Финляндии и Европы, призёр чемпионата мира, участник трёх Олимпиад.

## Карьера
Выступал в тяжёлой (свыше 95-100 кг) и абсолютной весовых категориях. В 1979—2001 годах 8-кратный чемпион Финляндии, 5-кратный серебряный и один раз бронзовый призёр чемпионатов страны. Многократный победитель и призёр международных турниров. Чемпион (1989) и бронзовый призёр (1983, 1985) чемпионатов Европы. Бронзовый призёр чемпионата мира 1981 года в Маастрихте.
На летних Олимпийских играх 1984 года в Лос-Анджелесе занял 11-е место. На следующей Олимпиаде в Сеуле стал седьмым. Ещё через четыре года в Барселоне стал 21-м в общем итоге.